# George Santos
George Anthony Devolder Santos (22 juli 1988) is een voormalig Amerikaans congreslid van het Huis van Afgevaardigden. Hij geraakte betrokken in een reeks schandalen, waardoor hij vroegtijdig zijn zetel in het Huis moest verlaten. Santos was de zesde in de geschiedenis van het Huis die werd weggestemd door zijn collega-congresleden. Hij werd opgevolgd door de Democraat Tom Suozzi na nieuwe verkiezingen.

## Politieke carrière
Eind 2022 versloeg Santos namens de Republikeinse partij de Democraat Robert Zimmerman in de verkiezingen als vertegenwoordiger van het derde kiesdistrict van de staat New York in de Verenigde Staten. Op 3 januari 2023 werd hij officieel aangesteld als congreslid van het Huis van Afgevaardigden.
Tijdens zijn legislatuur werd Santos verschillende keren betrapt op leugens en werd hij genoemd in financiële schandalen, onder meer misbruik van campagnefinanciering, waardoor het parlement een onderzoek instelde via een ethische commissie. Hem werd gevraagd ontslag te nemen, maar hij weigerde. In november 2023 trachtten zijn collega-congresleden hem uit het Huis weg te stemmen maar de benodigde tweederdemeerderheid werd niet gehaald.
Na het vernietigende ethische rapport van de commissie werd Santos op 1 december 2023 alsnog uit het Huis van Afgevaardigden gezet door een tweede stemming. Bijna alle Democraten en de bijna de helft van zijn eigen Republikeinse partijgenoten stemden voor zijn vertrek: 311 stemmen voor en 114 tegen.
Op 13 februari 2024 werden speciale verkiezingen in New York georganiseerd om een nieuwe volksvertegenwoordiger te benoemen. De Democraat Tom Suozzi versloeg de Republikeinse Melesa Pilip met zo'n 53,9 procent van de stemmen.
Op 25 april 2025 werd hij veroordeeld tot 87 maanden gevangenisstraf in een federale gevangenis.  

## Oorsprong
Santos heeft Belgische roots. Zijn overgrootvader Leonard Antoine Horta was afkomstig uit Tielt. Hij was burgerlijk ingenieur en ging wonen en werken in Brazilië. Zijn moeder heette Louise-Marie Devolder. Hij voegde haar familienaam toe aan zijn naam omdat het in Brazilië traditie is dubbele familienamen te dragen.